# Абу-Куркас
Абу-Куркас (араб. أبو قرقاص‎) — город в центральной части Египта, расположенный на территории мухафазы Эль-Минья.

## Географическое положение
Город находится в юго-восточной части мухафазы, в левобережной части долины реки Нил, на расстоянии приблизительно 17 километров к юго-юго-востоку (SSE) от Эль-Миньи, административного центра провинции. Абсолютная высота — 29 метров над уровнем моря.

## Демография
По данным переписи 2006 года численность населения Абу-Куркаса составляла 57 892 человек.
Динамика численности населения города по годам:
| 1996   | 2006   |
| ------ | ------ |
| 50 031 | 57 892 |

## Транспорт
Ближайший гражданский аэропорт расположен в городе Асьют.